# Товма Мецопеці
То́вма Мецопеці́ (1378, село Агі, Арчеш) — 15 травня 1446, Акорі, Масяцотн) — вірменський історик, педагог, культурно-громадський діяч.

## Життєпис
Народився в знатній сім'ї Степаноса і Шамші. Отримав прізвисько Мецопеці за довголітню діяльність у селі Мецоп провінції Каджберунік. Початкову освіту здобував від 1386 року в Мецопському монастирі в Ованеса Мецопеці. Протягом 1393—1401 років навчався в духовній семінарії Харабастського монастиря у Саргіса Апракунці і Вардана Огоцванеці. Від 1406 року продовжив освіту в університеті Татева у Григора Татеваці. Незабаром отримав духовний сан вардапета (архімандрита) з правом викладати. 1410 року з Айрарата переселився в Мецоп, церковним життям якого керував понад 30 років. Через несприятливі політичні умови 1436 року поїхав до Багеша, 1437 — до Муша. В період його духовного проводу в Мецопському монастирі процвітає наука, культура і освіта.
Брав участь в Ечміадзинському синоді 1441 року. Помер під час проповіді.

## Праці
Автор низки праць історичного та педагогічного змісту. Найвідоміша з них «Історія Тимура і його наступників» написана протягом 1430—1440 років. Праця описує події 1386—1440 років, і присвячена війнам і навалам Тамерлана, Шахруха і правителів Кара-Коюнлу, а також політичній історії народів Закавказзя. Праця є важливим джерелом про епоху Тамерлана у Вірменії і на Близькому Сході.
Автор історичної праці «Хроніка», підручника вірменської мови.